# Acyphoderes crinita
Acyphoderes crinita là một loài bọ cánh cứng trong họ Cerambycidae.